# Pardosa silvarum
Pardosa silvarum là một loài nhện trong họ Lycosidae.
Loài này thuộc chi Pardosa. Pardosa silvarum được Hsen Hsu Hu miêu tả năm 2001.